# 米内山事件
米内山事件（よないやまじけん）は、日本の地方議会において議員を除名したことに関する訴訟。

## 概要
1952年3月13日に青森県議会で左派社会党の米内山義一郎が緊急質問中に自由党席からの野次に応じて、「私は自由党の諸君に申し上げているのではなく、知事に申し上げておる。私は諸君のように利権が欲しくて県会議員になって来ているのではない。土建業者でもなければ博労でもない。」と発言した。その後に米内山は「先ほど私の発言中、私は諸君のように利権漁りでもないし土方博労でもないと申し上げた。このうち諸君のようにと申し上げたことは誠に不適当であったと心から考えるので、この際取り消しを致し謹んで皆さんのご了解を得たい。」と先の発言を取り消した。
同年3月15日に青森県議会は44人の議員が出席し、賛成34票、反対10票で米内山議員の除名を議決した。
同年3月24日に米内山は青森地方裁判所に対して除名処分取り消し請求の訴訟を起こすと同時に処分の執行停止を申請した。青森地裁は同年3月28日に行政事件訴訟特例法第10条により、除名処分の効力の執行を停止するとの決定を下した。5月15日に内閣総理大臣は青森地裁に対して行政事件訴訟特例法第10条の規定により「議会の懲罰の議決は議会の内部規律を維持するための自浄作用であるから、決定をもってこの執行を停止することは地方議会の自主的な運営を阻害する」との理由で異議を申し立てた。5月27日に青森地裁は異議の理由が明確ではないとして「執行停止の決定は取り消さない」旨を決定した。6月3日に青森県議会は内閣総理大臣の異議申し立てを拒否する地裁の決定は憲法違反だとして最高裁判所に特別抗告した。
1953年1月7日に青森地裁は本訴において「失言の内容は懲罰に値するが、野次に誘発された点などから考えて除名処分は行き過ぎであり、議会の懲罰権の限界を逸脱している」として除名議決取消の判決を下した。
9日後の1月16日に最高裁大法廷は「行政法事件訴訟特例法第10条第2項但し書きの規定の内閣総理大臣の異議は裁判所の執行停止決定のなされる以前であることを要するものと解することが相当であり、本件異議は原審の執行停止決定後になされたのであるから、本件異議は不当なものであり、従ってこの異議を前提とする本件抗告もまた不適当」として青森県議会の特別抗告を棄却し、青森地裁の除名処分効力執行停止処分が確定した。
1月19日に青森県議会は同月17日の除名議決取消処分について、控訴しないことを決定し、米内山は青森県議会議員を除名処分とならないことが確定した。